# Prunus carolinae
Prunus carolinae är en rosväxtart som beskrevs av H. García-barriga. Prunus carolinae ingår i släktet prunusar, och familjen rosväxter. IUCN kategoriserar arten globalt som akut hotad. Inga underarter finns listade i Catalogue of Life.